# Black Butte
Black Butte est un stratovolcan éteint culminant à 1 962 mètres d'altitude dans le centre de l'Oregon, au Nord-Ouest des États-Unis. Il fait partie de la chaîne des Cascades et se trouve dans la forêt nationale de Deschutes. Constituant un bon point de vue sur la région, son sommet abrite depuis un siècle environ des installations destinées à l'observation des feux de forêt.

## Toponymie
Dans la langue amérindienne locale, la montagne se nomme Turututu alors que les premières mentions de Black Butte (littéralement « butte Noire ») apparaissent en 1855 avec l'arrivée des premiers colons.

## Géographie
Black Butte se situe dans le Nord-Ouest des États-Unis, au centre de l'État de l'Oregon, dans le comté de Jefferson,. La limite avec le comté de Deschutes passe sur le versant méridional, d'est en ouest, à une altitude maximum de 1 670 mètres. Il se trouve à moins de 15 kilomètres au nord-ouest de Sisters et 45 kilomètres de Bend, tandis que Salem, la capitale de l'État, est à 125 kilomètres à l'ouest-nord-ouest et Portland, la ville la plus peuplée, est à près de 150 kilomètres au nord-ouest. Les côtes de l'océan Pacifique se trouvent à un peu moins de 200 kilomètres à l'ouest. Il est longé au sud-ouest par la route nationale 20. Le sommet s'élève à 1 962 mètres d'altitude dans la chaîne des Cascades. Sa hauteur de culminance est de 938 mètres ; le sommet plus élevé le plus proche est le Black Crater à 17 kilomètres au sud-ouest, un autre volcan de l'arc volcanique des Cascades. Black Butte est considéré comme éteint et se compose d'andésite basaltique. Bien qu'il semble ne pas avoir été érodé par des glaciations, il est bien plus âgé que les volcans des Cascades situés plus à l'ouest et qui eux ont été fortement touchés par l'érosion. Cela s'explique par le fait que l'altitude est moins élevée et que les précipitations sont plus faibles à l'est des Cascades ce qui limite la formation de glaciers. La Metolius prend sa source juste au nord du volcan. La forêt qui recouvre ses pentes est essentiellement composée de Pin ponderosa.

## Histoire

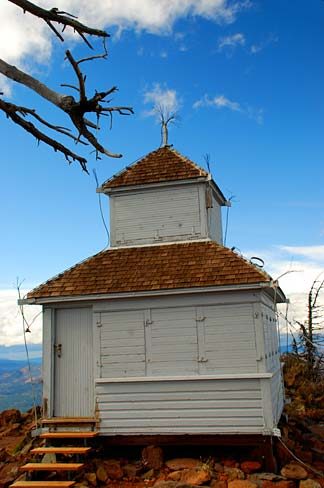
Vue de la cabane construite en 1923.

Un nid-de-pie est édifié à Black Butte dans les années 1910. En 1923, une cabane est construite à 100 mètres à l'est du sommet ; elle est surmontée d'une coupole de forme carrée mais n'a jamais permis une observation à 360° autour de la montagne. Ainsi, en 1934, une tour de guet de vingt cinq mètres de hauteur avec une plateforme de deux mètres et demi de côté est spécialement dressée au sommet en vue de détecter les départs d'incendie dans les forêts avoisinantes ; elle reste en usage jusqu'en 1990. En 1980, un refuge est bâti pour les vigies à une trentaine de mètres à l'est de la cabane, qui est transformée en une simple remise. Finalement, une seconde tour, encore en usage, est construite en 1995 à environ 150 mètres au sud-est de la précédente ; elle mesure vingt mètres de haut et dispose d'une plateforme de trois mètres de côté. La première tour s'effondre en décembre 2001 sous le poids de la glace,,.

## Activités

### Randonnée et ascension
Le Service des forêts des États-Unis dispose d'une route qui arpente le volcan environ jusqu'à 1 475 mètres d'altitude, environ à mi-pente : la route forestière 1110. L'autre moitié ne peut être gravie qu'en utilisant un sentier de randonnée d'environ 3 200 mètres de longueur sur le versant méridional ; la marche vers le sommet prend une heure et demie environ,.

### Protection environnementale
Black Butte fait partie de la forêt nationale de Deschutes, qui a été créée en 1908 et couvre 6 462 km2.

Vue panoramique sur les volcans des Cascades depuis le sommet de Black Butte, avec le refuge de 1980 au premier plan à droite.